# William Thomas (Islwyn)
William Thomas, nome bardico Islwyn (Gwent, 20 aprile 1832 – Ynysddu, 20 novembre 1878), è stato un poeta e presbitero gallese.
Artista di lingua gallese, le sue poesie più conosciute si chiamavano entrambe Yr Ystorm ['La tempesta'], e furono scritte in risposta all'improvvisa morte della sua fidanzata.

## Biografia
William Thomas nacque in Galles il 3 aprile 1832 da Morgan e Mary Thomas, vicino a Ynysddu.
Sebbene suo padre fosse probabilmente un madrelingua gallese, sua madre era probabilmente un madrelingua inglese ed era completamente istruito in inglese. La sua fluidità e l'amore per il gallese provenivano dal ministro della loro cappella metodista calvinista, Rev Daniel Jenkyns, che sposò sua sorella Mary e fu molto ammirato dal giovane poeta.
Jenkyns incoraggiò anche William verso l'ordinazione nella chiesa, il che infastidì Morgan che sperava invece che William avrebbe seguito i suoi fratelli nella carriera economicamente gratificante in Ingegneria mineraria.
Mentre era a Swansea, si fidanzò con Ann Bowen. La sua morte nel 1853, all'età di vent'anni, divenne una fonte di ispirazione poetica per lui. Fu un vincitore regolare dei premi locali di Eisteddfod dal 1850 in poi.
Le sue due poesie più conosciute sono entrambe intitolate "Y Storm" ("La tempesta"), una lunga poesia filosofica lunga oltre 9.000 righe. Le sue poesie sono note per le loro espressioni fiduciose della fede cristiana, l'attesa della riunione in cielo, l'adempimento del dovere cristiano e il completamento di una vita compiuta nell'opera di Dio. Iniziò a predicare nel 1854 e fu ordinato ministro metodista calvinista nel 1859, ma non si prese mai cura di una cappella come era usanza dei metodisti calvinisti a quel tempo. Daniel Jenkyns rimase ministro della Cappella Babell, Cwmfelinfach, ma Islwyn fu un predicatore regolare per più di 20 anni, oltre al suo lavoro poetico.
Nel 1864 Thomas sposò Martha Davies, sorellastra di Ann Bowen. Ha curato numerosi periodici, la rubrica gallese del Cardiff Times, il South Wales Daily News e Gwladgarwr. La sua poesia, anche se non sempre molto apprezzata nella sua vita, ha trovato apprezzamento dopo la sua morte e ora si ritiene che sia tra le più belle del XIX secolo.
Ha anche scritto ventinove poesie in inglese.
Morì di bronchite a Ynysddu nel 1878. Fu sepolto nella Cappella Babell, situata a Cwmfelinfach.

## Opere
- Barddoniaeth (1854)
- Caniadau (1867)
- Ymweliad y Doethion a Bethlehem (1871)